# 圣普勒伊
圣普勒伊（法語：Saint-Preuil，法語發音：[sɛ̃ pʁœj]）是法国夏朗德省的一个市镇，属于干邑区。

## 地理
圣普勒伊（45°35'47"N, 0°10'19"W）面积12.39 平方千米，位于法国新阿基坦大区夏朗德省，该省份为法国西部内陆省份，北起德塞夫勒省和维埃纳省，东临上维埃纳省，东南至多尔多涅省，南至多爾多涅省，西接滨海夏朗德省。
与圣普勒伊接壤的市镇（或旧市镇、城区）包括：博讷伊、布特维尔、圣梅姆莱卡里耶尔、瑟贡扎克、利涅尔-昂布勒维尔。

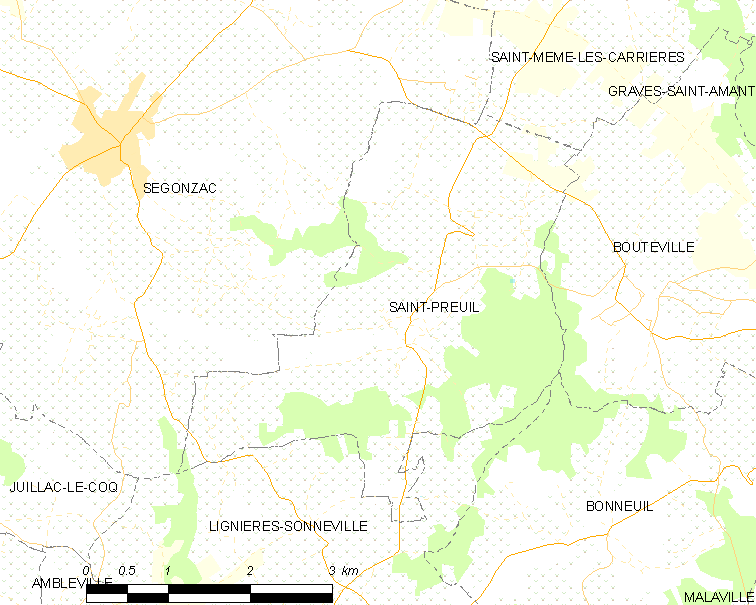
圣普勒伊的OSM定位图

圣普勒伊的时区为UTC+01:00、UTC+02:00（夏令时）。

## 行政
圣普勒伊的邮政编码为16130，INSEE市镇编码为16343。

## 政治
圣普勒伊所属的省级选区为夏朗德-香槟县。

## 人口

1962-2008年间圣普勒伊人口变化图示

圣普勒伊于2022年1月1日时的人口数量为302人。